# Соборная площадь (Пушкин)
Собо́рная пло́щадь расположена в центре города Пушкина на территории 3,4 гектара и ограничена Леонтьевской, Пушкинской, Оранжерейной и Московской улицами.
Существование площади на этом месте предполагалось ещё планом города Царское Село 1808 года, составленным архитекторами В. Гесте и В. П. Стасовым. Центральная площадь города на плане располагалась сразу за бывшим слободским валом, проходившим на месте Московской улицы.
Согласно плану в центре площади должен был стоять собор, а сама площадь должна была стать административным центром не только города, но и уезда. Однако вплоть до второго десятилетия XIX века эта территория в новой части города оставалась менее всего освоенной.
В 1818 году на площади появились ярмарочные деревянные лавки, которые ранее располагались к югу от Знаменской церкви и были перенесены сюда после начала устройства на старом месте Лицейского сада.
В 1822 году с западной стороны площади строится по проекту В. Гесте, переработанному В. П. Стасовым, первая каменная постройка площади — здание полиции с пожарной каланчой над ним.
Вскоре, в 1825 году, был сооружён деревянный Гостиный двор. В следующем году площадь становится местом проведения Александровской ярмарки, в связи с чем часть площади заняли небольшие торговые постройки.
В это же время по периметру площади появились липовые аллеи и была устроена система дорожек, пересекавшихся в центре; с восточной и западной стороны располагались два круглых бассейна.
На северной стороне площади строится Материальный двор Дворцового ведомства, занимавший весь квартал между Колпинской и Магазейной улицами.
В этот период встречаются следующие названия площади: Большая, Полицейская, Торговая и Церковная.
Впоследствии были построены дома откупщиков. Полиция и пожарные расширили свой ансамбль за счёт ещё двух зданий, выходящих фасадами на площадь, и нескольких дворовых построек.
С восточной стороны площади в 1836—1839 годах были возведены здания по проекту архитектора С. И. Черфолио.

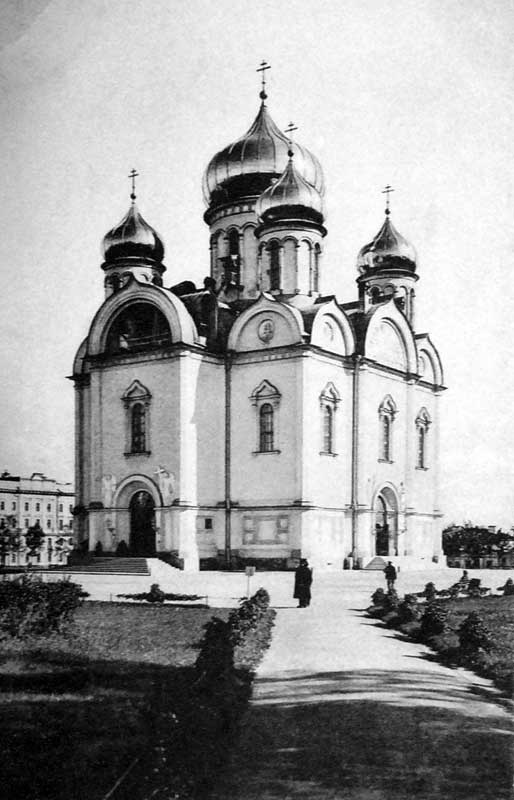
Оригинальный Екатерининский собор. Фото начала XX века

В центре площади до 5 июня 1939 года возвышался городской Екатерининский собор, построенный в 1835—1840 годах по проекту архитектора К. А. Тона в стиле суздальских соборов. В подвале собора помещались ризница, свечная кладовая и склеп для временного помещения усопших. Здесь же было погребено тело управляющего царскосельским дворцовым правлением, героя Отечественной войны 1812 года, генерал-майора от артиллерии Я. В. Захаржевского (1780—1865). В 1917 году в склепе собора был погребён священномученик Иоанн Кочуров, пресвитер Царскосельский — один из первомучеников русского духовенства, убитый 31 октября 1917 года большевиками, против которых он открыто выступал.
В 1862 году произошёл пожар, уничтоживший центральную часть деревянного Гостиного двора. От пожара пострадал и собор. В 1863—1866 годах было построено новое здание Гостиного двора в стиле эклектики по проекту архитектора Н. С. Никитина.
В начале XX века на месте Материального двора появляются Мариинская женская гимназия и Дом городовых.
По постановлению президиума Леноблисполкома от 11 июля 1938 года Екатерининский собор был закрыт, а спустя год — в июне 1939-го — взорван.
В 1960 году на месте собора был установлен памятник В. И. Ленину (скульптор З. И. Азгур, архитектор Е. А. Левинсон). До Великой Отечественной войны в Пушкине единственный памятник Ленину уже имелся, но он стоял в другом месте (на территории санатория (близ Гатчинских (Орловских) ворот) и во время оккупации Пушкина немецко-фашистскими войсками был вывезен в Германию на переплавку. Немецкие рабочие-коммунисты сохранили памятник, за что Советское правительство решило подарить его ГДР, и он был торжественно установлен в Эйслебене.
5 февраля 1995 года рядом с местом, где находился Екатерининский собор, был воздвигнут семиметровый деревянный памятный крест во имя первомученика священника Иоанна Кочурова. Это было сделано неофициально, что заставило правоохранительные органы завести дело и обязать выплатить штраф, который собрали православные жители города.
6 апреля 2004 года в 6 утра неустановленные молодые люди с помощью тракторной лебёдки низвергли памятник Ленину. Памятник был якобы восстановлен в другом месте: в сквере на углу Конюшенной и Малой улиц (на самом деле туда поставили другой памятник Ленину, демонтированный в начале 1990-х годов в Санкт-Петербурге и хранившийся в запасниках Музея городской скульптуры; сам же свергнутый памятник развалился на три части, восстановлению не подлежал и был вскоре полностью утилизирован).
С 2006 по 2007 год велись археологические раскопки, в результате которых был расчищены сохранившиеся остатки фундамента собора. Сразу же по окончании раскопок началось возведение нового собора.
В октябре 2007 года многие годы безымянной площади, именовавшейся в краеведческой литературе городским садом, возвращено её исходное название — Соборная.
Несмотря на то, что некоторые газетные статьи, посвящённые разрушению памятнику Ленина и последующим событиям, упоминают её именно как площадь Ленина, в Топонимической комиссии считают, что такое название официально не присваивалось, а площадь просто не имела названия (по сути, это был просто озеленённый квартал, сквер в виде правильного четырёхугольника на пересечении четырёх улиц). Действительно, никаких источников, указывающих на официальное использование названия «площадь Ленина» в какой-нибудь исторический период времени, на текущий момент не выявлено.
В настоящее время в зданиях полиции располагается Историко-литературный музей города и Районный военкомат, в Мариинской женской гимназии — Дом творчества юных; в Доме городовых — общежитие Санкт-Петербургского государственного аграрного университета.